# Islam School Welkoum

Islam School Welkoum est le nom d'une web-série de 8 épisodes, réalisée dans le cadre du projet À part ça tout va bien, et coproduite par Saphirnews,.

## Histoire
« Trois jeunes français, paumés dans leur religion, se cherchent. En quête de savoir sur l'islam, ils se retrouvent au Maroc pour suivre des cours de "remise à niveau" et ainsi devenir de "bons musulmans". Manque de chance, un prétendu enseignant en sciences religieuses, escroc local à la barbe et au chapelet ostentatoires, se présente à eux pour leur donner des leçons. »

## Les épisodes
Les vidéos de la web-série Islam School Welkoum sont diffusées gratuitement sur le site officiel.
Les épisodes sont :
1. Welkoum
2. La Leçon
3. Réflexion
4. Le Mariage
5. Le Grand Jihad
6. L'Inspection
7. L'Inspection, la suite
8. Islam de France